# 雍正耕織圖

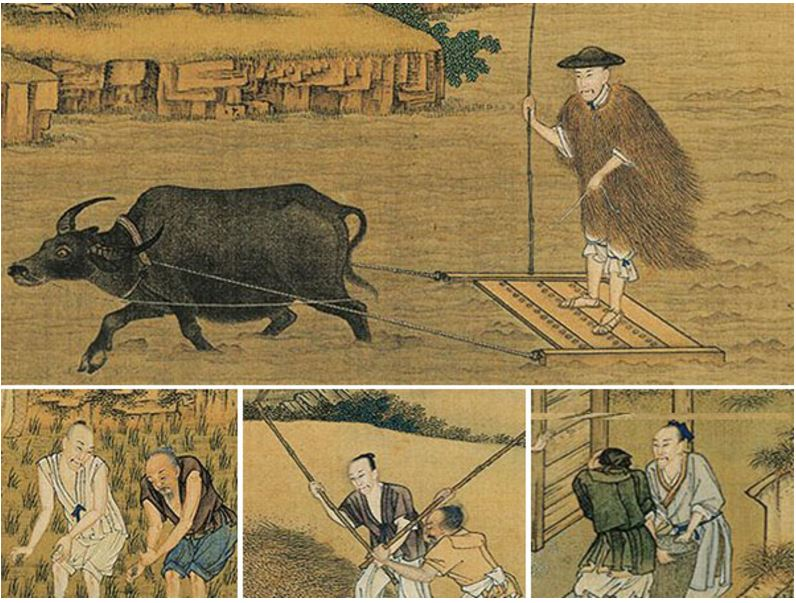
清 佚名 《雍正耕織圖》摹本，現藏於北京故宮博物院

《雍正耕織圖》為清朝康熙51年時，當時仍為親王的胤禛（後來的雍正帝）命令宮廷畫師繪畫進獻給康熙帝的耕織圖。
一共有46幅，而每幅又都獨立成畫，可以分開來看，十分用心。在人物描繪上，雖然人物背景是農家樸實的生活，可是在細節處理上卻毫不馬虎，不論是服裝、髮飾或是農具都經過設計。人物描寫寫實，栩栩如生，色彩不會特別亮麗，卻帶給人一種穩重之感。雍正特別命畫師將自己及福晉的面貌畫進畫中，作為農婦及農夫，其背後所要傳達的是重視農耕的概念。在中國以農民為主的廣大社會以及重農思想上，此種作法可以推測是為了表達雍正的心繫天下之情。而這點也反映出了在院畫中的風俗畫往往是與上位者所欲傳達的意念息息相關，通常表現出和樂之感，已呈現國泰民安之景。
在《雍正耕織圖》中，每幅畫上都有提一首詩及題目，清楚寫出所繪的是哪一個階段的農耕活動。可以看到一連串自耕種到收成的過程，從浸種、耕、耙耨、耖、碌碡(碾碎稻穀)、布秧、初秧、淤蔭(施肥)、拔秧、插秧、鋤草、灌溉、收割、登場、持穗、舂碓、篩簸、揚礱、入倉，最後是祭神。而以上這些寫實的紀錄，也無疑反映出了清初的社會型態。